# Peneo (fiume della Tessaglia)
Il Peneo (in greco Πηνειός, Peneus) è il fiume principale della Tessaglia, Grecia.

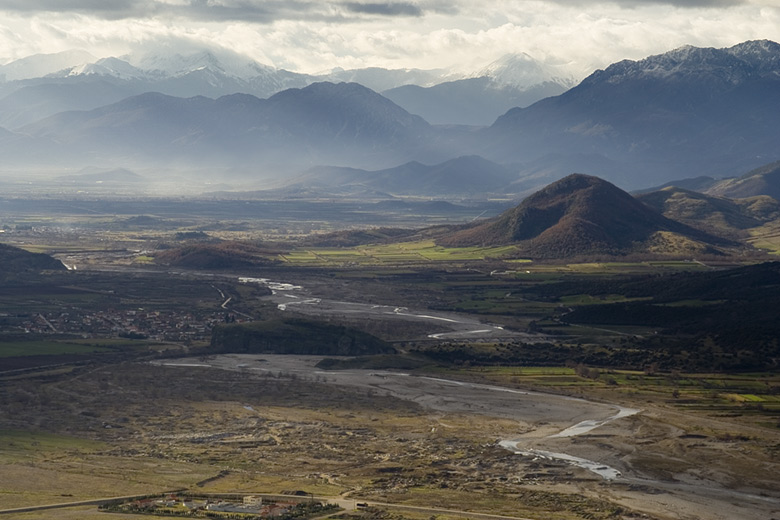
Il corso del Peneo nella parte alta della pianura tessala

Il fiume è così nominato dal dio Peneo ed è stato conosciuto per più di mille anni come Salambria. Nasce dal monte Katara (1705 m), nella parte settentrionale della catena del Pindo e sfocia nel Mare Egeo, a nord-est di Tempe, vicino a Stomio. Alla foce crea un largo delta, conosciuto per la sua bellezza e per le molte specie animali protette da trattati internazionali di conservazione faunistica. Il suo corso, che comincia a nord del Pindo, si sviluppa per una lunghezza totale di 216 chilometri, scorrendo a est di Metsovo. I suoi principali affluenti sono il Titarisios, l'Enipeas, il Kaletzi, il Lithaios e il torrente Mourgani. La regione di Meteora e le città di Trikala e Larissa si trovano lungo il corso del Peneo. Negli anni sessanta una linea ferroviaria collegante Atene e Salonicco venne costruita lungo il corso del fiume, ma non garantì lo sviluppo che ci si aspettava.